# Xenagama
Xenagama — рід ігуаноподібних ящірок родини агамових (Agamidae). Представники цього роду мешкають на Сомалійському півострові, на території Ефіопії і Сомалі.

## Опис
Представники роду Xenagama — це дрібні і середнього розміру ящірки, максимальна довжина яких становить 19 см. Їх притаманні короткі хвости, довжина яких є коротшою за довжину решти тіла. Спинні луски різняться за розміром, бувають гладкими і кілеподібними. Від шиї до пахової зони або до задніх кінцівок з боків тіла ідуть чітко виражені шкіряні складки.
Представники роду Xenagama живуть в скелястих місцевостях. Дорослі особини риють нори довжиною від 50 до 120 см і шириною від 30 до 80 см, які досягають більш вологих шарів ґрунту. Принаймні два види (X. batillifera і X. taylori) використовують свій короткий, міцний хвіст, щоб перегородити вхід до нори у випадку небезпеки.

## Види
Рід Xenagama нараховує 4 види:
- Xenagama batillifera (Vaillant, 1882)
- Xenagama taylori (Parker, 1935)
- Xenagama wilmsi Wagner, Mazuch & Bauer, 2013
- Xenagama zonura (Boulenger, 1895)

## Етимологія
Наукова назва роду Xenagama походить від сполучення слова дав.-гр. ξενος — чужий і наукової назви роду Агама Agama Daudin, 1802.